# Aspen parkland

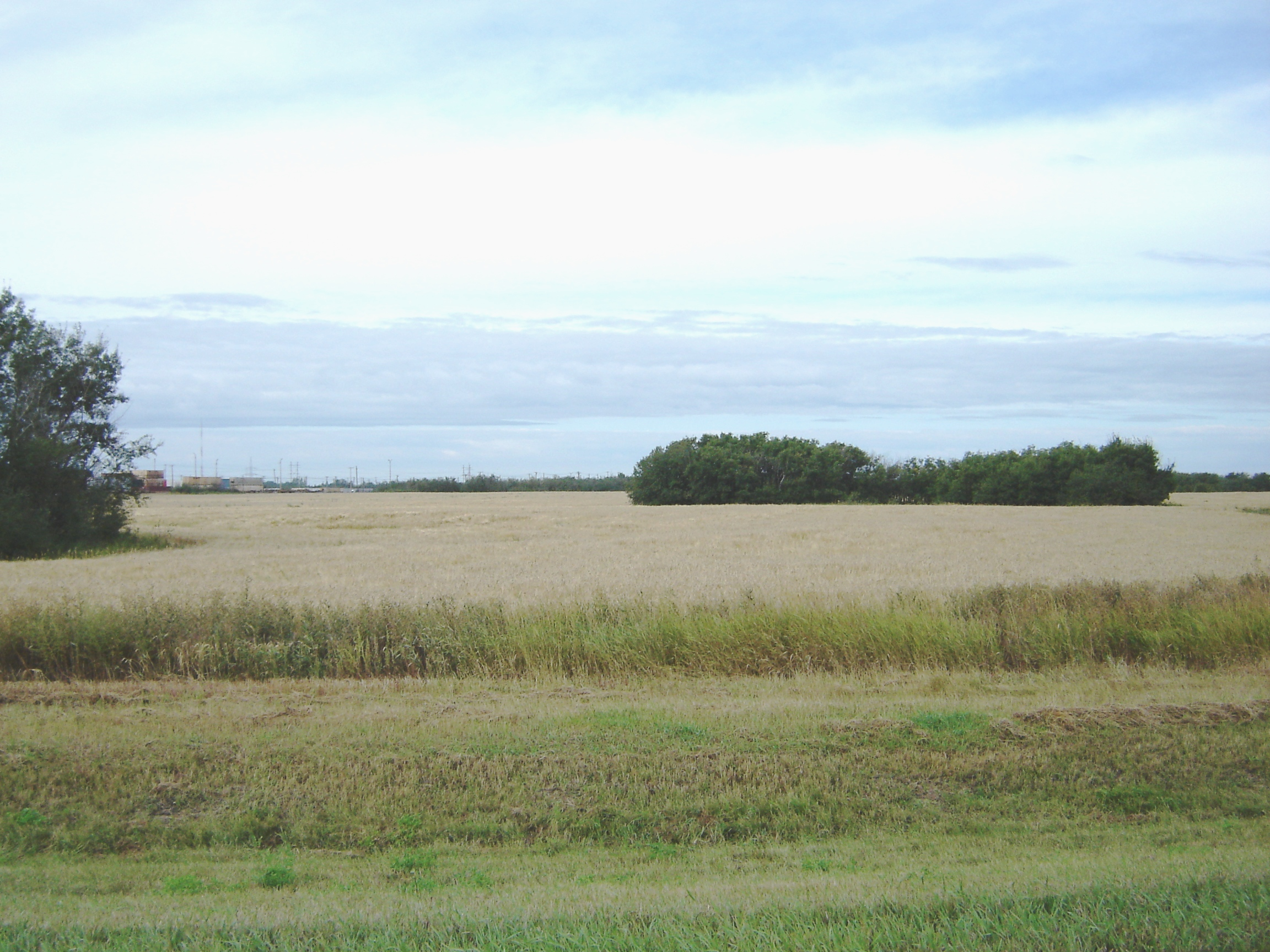
Par de trèmols prop de Saskatoon

Aspen parkland en anglès i Forêts-parcs à trembles, en francès, o Bosc en parc de trèmols es refereix al bioma dels boscos oberts (en forma de parc) format per pollancres que es presenten de manera natural a l'oest del Canadà. És un bioma de transició entre la praderia i el bosc boreal. Presenta dues seccions; el Peace River Country del nord-oest d'Alberta fins British Columbia, i una zona molt més gran que va des d'Alberta central passant per Saskatchewan al centre-sud de Manitoba prop de la frontera amb els Estats Units. L'Aspen parkland consta de grups de pollancres trèmols (aspen) i de picees entremig de zones de praderies i de grans corrents i valls de rius alineades amb extensos boscos i matollars densos. Aquesta és la zona de transició entre el bosc i la praderia més extensa del món i bosc i la praderia competeixen constantment per establir-se un enfront de l'altre dins del parc.
Biomes similars existeixen a Rússia al nord de l'estepa (bosc-estepa) i al nord d'Europa.

## Situació
El bioma de laspen parkland es troba en una banda de no més de 500 km d'amplada a través de les províncies de la praderia del Canadà, encara que és més ampla a l'oest, especialment a Alberta. És un paisatge aturonat amb petits llacs i estanys. Les ciutats més grans completament dins de la zona són Edmonton i Saskatoon mentre que Winnipeg està envotat per la praderia d'herba alta a l'oest i el sud i l'aspen parkland al nord-est i Calgary limita amb la praderia (prairie) a l'est i els Foothills Parkland a l'oest.

### Clima
El clima de la zona és continental humit amb hiverns llargs i freds i estius curts que tendeixen a ser de frescos a càlids. La precipitació és menor que en el bosc boreal però és més gran que en les praderies les quals són semiàrides per això es presenten llacs i estanys que no apareixen pas en les praderies.
El Peace River Parkland és generalment més fred que el Central Parkland, però encara hi ha molta agricultura. Els Foothills Parkland es troba a l'oest de les praderies just a l'est de les Canadian Rockies. El Foothills Parkland pot ser molt ventós. El vent Chinook és comú a l'hivern.

## Flora

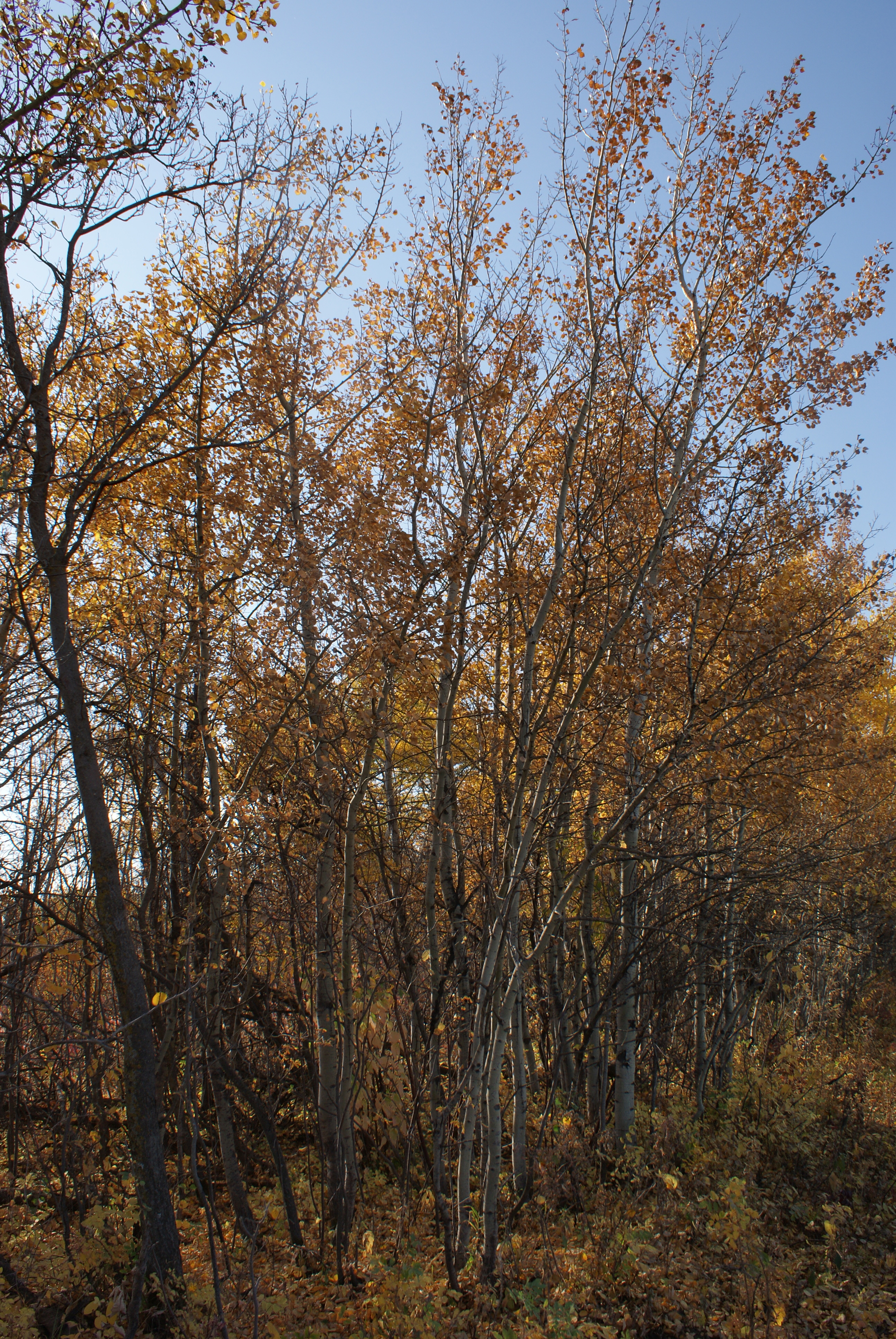
Populus tremuloides ("trèmol"/ quaking aspen) és l'espècie dominant al parkland.

Hi ha quatre hàbitats diferents als aspen parklands: La praderia de festuca, les arbredes, les ravines i els aiguamolls i llacs.
Hi ha nombroses espècies herbàcies i la zona d'arbreda està dominasa pel trèmol Populus tremuloides, el pollancre balsàmic (Populus balsamifera), altres pollancres i les picees entre altres espècies arbòries com els pins jack pine i lodgepole pine en zones sorrenques. La proporció entre bosocs i praderies s'ha incrementat en els darrers 100 anys en les zones no afectades per l'agricultura. .
El sotabosc d'aquest bioma consisteix en arbusts petits i de mida mitjana i algunes herbàcies. El sotabosc és més dens en les zones de bosc mixt que no pas sote les picees.
Entre les herbàcies del sotabosc es troben Aster ciliolatus, Galium boreale i Viola canadensis. Les molses apareixen a la base dels troncs i sobre terra.
Els aiguamolls són molt comuns en aquest bioma. Molts dels llacs són salins. Els prats himits contenen joncs, ciperàcies i herbàcies.